# Модель Лотки — Вольтерры
Моде́ль Ло́тки — Вольте́рры (модель Ло́тки — Вольтерра́) — модель взаимодействия двух видов типа «хищник — жертва», названная в честь своих авторов (Лотка, 1925; Вольтерра 1926), которые предложили модельные уравнения независимо друг от друга.
Такие уравнения можно использовать для моделирования систем «хищник — жертва», «паразит — хозяин», конкуренции и других видов взаимодействия между двумя видами.
В математической форме предложенная система имеет следующий вид:
{\displaystyle {\frac {dx}{dt}}=(\alpha -\beta y)x},
{\displaystyle {\frac {dy}{dt}}=(-\gamma +\delta x)y},
где {\displaystyle x} — количество жертв, {\displaystyle y} — количество хищников, {\displaystyle t} — время, {\displaystyle \alpha ,\beta ,\gamma ,\delta } — коэффициенты, отражающие взаимодействия между видами.

## Решение системы уравнений

### Постановка задачи
Рассматривается закрытый ареал, в котором обитают два вида — травоядные («жертвы») и хищники. Предполагается, что животные не иммигрируют и не эмигрируют, и что еды для травоядных животных имеется с избытком. Тогда уравнение изменения количества жертв (без учёта хищников) принимает вид:
{\displaystyle {\frac {dx}{dt}}=\alpha x},
где {\displaystyle \alpha } — коэффициент рождаемости жертв, {\displaystyle x} — величина популяции жертв, {\displaystyle {\tfrac {dx}{dt}}} — скорость прироста популяции жертв.
Пока хищники не охотятся, они вымирают, следовательно, уравнение для численности хищников (без учёта численности жертв) принимает вид:
{\displaystyle {\frac {dy}{dt}}=-\gamma y},
где {\displaystyle \gamma } — коэффициент убыли хищников, {\displaystyle y} — величина популяции хищников, {\displaystyle {\tfrac {dy}{dt}}} — скорость прироста популяции хищников.
При встречах хищников и жертв (частота которых прямо пропорциональна величине {\displaystyle xy}) происходит убийство жертв с коэффициентом {\displaystyle \beta }, сытые хищники способны к воспроизводству с коэффициентом {\displaystyle \delta }. С учётом этого, система уравнений модели такова:
{\displaystyle {\begin{cases}{\dfrac {dx}{dt}}=\alpha x-\beta xy=(\alpha -\beta y)x\\{\dfrac {dy}{dt}}=-\gamma y+\delta xy=(\delta x-\gamma )y\end{cases}}}.

### Решение задачи

#### Нахождение положения равновесия системы
Для положения равновесия {\displaystyle {\bar {x}}>0,{\bar {y}}>0} изменение численностей популяции равно нулю. Следовательно:
{\displaystyle \alpha {\bar {x}}-\beta {\bar {x}}{\bar {y}}=0},
{\displaystyle -\gamma {\bar {y}}+\delta {\bar {x}}{\bar {y}}=0},
из чего следует, что точка равновесия, вокруг которой происходят колебания, определяется следующим образом:
{\displaystyle {\bar {x}}={\frac {\gamma }{\delta }}},
{\displaystyle {\bar {y}}={\frac {\alpha }{\beta }}}.

#### Малые колебания в системе
Рассмотрим поведение малых отклонений численностей от их равновесных значений, то есть изменение во времени {\displaystyle {\tilde {x}}=x-{\bar {x}}} и {\displaystyle {\tilde {y}}=y-{\bar {y}}}. Из-за их малой абсолютной величины, квадратами, кубами и последующими степенями ({\displaystyle {\tilde {x}}^{n}} и {\displaystyle {\tilde {y}}^{n}}) можно пренебречь. Подставляя
{\displaystyle x={\bar {x}}+{\tilde {x}}},
{\displaystyle y={\bar {y}}+{\tilde {y}}},
в уравнения модели, получаем приближенно:
{\displaystyle {\frac {d{\tilde {x}}}{dt}}=-{\frac {\beta \gamma }{\delta }}{\tilde {y}}}
{\displaystyle {\frac {d{\tilde {y}}}{dt}}={\frac {\delta \alpha }{\beta }}{\tilde {x}}}
Дифференцирование одного из этих уравнений и подстановка в другое даёт следующий результат:
{\displaystyle {\frac {d^{2}{\tilde {x}}}{dt^{2}}}=-{\frac {\beta \gamma }{\delta }}{\frac {\delta \alpha }{\beta }}{\tilde {x}}=-\alpha \gamma {\tilde {x}}},
{\displaystyle {\frac {d^{2}{\tilde {x}}}{dt^{2}}}+\alpha \gamma {\tilde {x}}=0}.
Полученное выражение является дифференциальным уравнением гармонического осциллятора с периодом {\displaystyle T={\frac {2\pi }{\sqrt {\alpha \gamma }}}}.

#### Конечные колебания в системе
Функция
{\displaystyle H(x,y)=\delta x-\gamma \ln x+\beta y-\alpha \ln y}
постоянна на решениях системы. Действительно:
{\displaystyle {\frac {dH}{dt}}=\delta {\frac {dx}{dt}}-{\frac {\gamma }{x}}{\frac {dx}{dt}}+\beta {\frac {dy}{dt}}-{\frac {\alpha }{y}}{\frac {dy}{dt}}=\delta (\alpha x-\beta xy)-\gamma (\alpha -\beta y)+\beta (-\gamma y+\delta xy)-\alpha (-\gamma +\delta x)\equiv 0.}
Функция {\displaystyle H} является суммой двух функций одного переменного:
{\displaystyle H(x,y)=U(x)+V(y)}, где
{\displaystyle U(x)=\delta x-\gamma \ln x,\ \ \ V(y)=\beta y-\alpha \ln y.}
При {\displaystyle x>0} функция {\displaystyle U} неограниченна и имеет один глобальный минимум при
{\displaystyle x={\bar {x}}}, в то время как при {\displaystyle y>0} функция {\displaystyle V} также неограниченна и имеет один глобальный минимум при
{\displaystyle y={\bar {y}}}, где {\displaystyle {\bar {x}}} и {\displaystyle {\bar {y}}} равновесные численности. Следовательно, функция {\displaystyle H} имеет единственный глобальный минимум в точке {\displaystyle ({\bar {x}},{\bar {y}})}, являющейся положением равновесия, а все неравновесные линии уровня {\displaystyle H(x,y)=E} при {\displaystyle x,y>0} замкнуты и отвечают периодическим колебаниям с периодим, который зависит от начальных численностей.